# Unterseeboot 764
L'Unterseeboot 764 ou U-764 est un sous-marin allemand (U-Boot) de type VIIC utilisé par la Kriegsmarine pendant la Seconde Guerre mondiale.
Le sous-marin est commandé le 15 août 1940 à Wilhelmshaven (Kriegsmarinewerft), sa quille posée le 1er février 1941, il est lancé le 13 mars 1943 et mis en service le 6 mai 1943, sous le commandement de l'Oberleutnant zur See Hanskurt von Bremen.
Il capitule à Loch Eriboll en mai 1945 et est coulé en février 1946.

## Conception
Unterseeboot type VII, l'U-764 avait un déplacement de 769 tonnes en surface et 871 tonnes en plongée. Il avait une longueur totale de 67,10 m, un maître-bau de 6,20 m, une hauteur de 9,60 m et un tirant d'eau de 4,74 m. Le sous-marin était propulsé par deux hélices de 1,23 m, deux moteurs diesel Germaniawerft M6V 40/46 de 6 cylindres en ligne de 1 400 cv à 470 tr/min, produisant un total de 2 060 à 2 350 kW en surface et de deux moteurs électriques Brown, Boveri & Cie GG UB 720/8 de 375 cv à 295 tr/min, produisant un total 550 kW, en plongée. Le sous-marin avait une vitesse en surface de 17,7 nœuds (32,8 km/h) et une vitesse de 7,6 nœuds (14,1 km/h) en plongée. Immergé, il avait un rayon d'action de 80 milles marins (150 km) à 4 nœuds (7,4 km/h; 4,6 milles par heure) et pouvait atteindre une profondeur de 230 m. En surface son rayon d'action était de 8 500 milles nautiques (soit 15 700 km) à 10 nœuds (19 km/h).
 L'U-764 était équipé de cinq tubes lance-torpilles de 53,3 cm (quatre montés à l'avant et un à l'arrière) qui contenait quatorze torpilles. Il était équipé d'un canon de 8,8 cm SK C/35 (220 coups) et d'un canon antiaérien de 20 mm Flak. Il pouvait transporter 26 mines TMA ou 39 mines TMB. Son équipage comprenait 4 officiers et 40 à 56 sous-mariniers.

## Historique
Il suit son temps d'entraînement initial à la 8. Unterseebootsflottille jusqu'au 31 octobre 1943, puis il rejoint son unité de combat dans la 9. Unterseebootsflottille. À partir du 1er octobre 1944, il est affecté à la 11. Unterseebootsflottille.

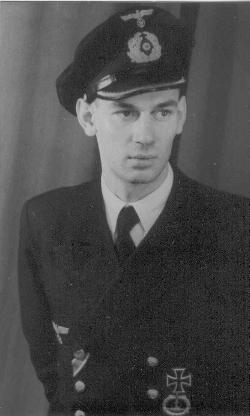
Hanskurt von Bremen, commandant de lU-764, le 6 mai 1943.

Il quitte Kiel en Allemagne pour sa première patrouille sous les ordres de l'Oberleutnant zur See Hanskurt von Bremen le 26 octobre 1943.
Durant la nuit du 26 au 27 novembre 1943, l'U-764 attaque sans succès un destroyer faisant partie du 4e S.G., qui lui lance des grenades, à environ 380 milles nautiques à l'ouest de Lisbonne. Quelques heures plus tard, il est attaqué par un avion bombardier Wellington équipé d'un projecteur, escortant les convois combinés SL-140 / MKS-31. L'avion est abattu par l' artillerie anti-aérienne du sous-marin.
 Au cours de la nuit du 27 au 28 novembre 1943, l'U-764 attaque sans succès un destroyer. Il aurait abattu un bombardier B-27 du Sqn 220, sans certitude. 
Dans la matinée du 29 novembre 1943, l'U-764 est attaqué par des avions du porte-avions d'escorte USS Bogue ; il s'échappe. Le sous-marin fait route vers Brest qu'il atteint le 11 décembre 1943.
Sa deuxième patrouille commence le 17 janvier 1944 au départ de Brest pour l'Atlantique. Le submersible navigue dans le golfe de Gascogne puis à l'ouest de l'Irlande, sans succès.
Le 26 avril 1944, le sous-marin fait une sortie en mer de trois jours.
 Il reprend la mer pour sa troisième patrouille, du 18 au 28 mai 1944, soit onze jours dans la Manche. Équipé d'un schnorchel, l'U-764 explore l'ouest de la Manche, dans le nord d'Ouessant, en coopération avec les radars à terre, cherchant les formations de croiseurs et de destroyers alliés. L'objectif est d'évaluer l'efficacité du schnorchel et de découvrir les tactiques nécessaires pour échapper à la détection aérienne ennemie. Les résultats sont négatifs.
 Le 23 mai 1944, lorsque le sous-marin fait surface, il est attaqué trois fois par des appareils alliés, sans dommage. Les bateaux sont rappelés et l'U-764 retourne à Brest.
L'U-764 quitte Brest 6 juin 1944 pour sa quatrième patrouille. Il est l'un des huit U-Boote qui ont reçu l'ordre de se positionner au nord de Cherbourg, à l'entrée de la Manche en vue  d'infliger des pertes aux forces d'invasion alliées, massives et concentrées. Le 9 juin 1944, l'U-764 attaque sans succès un destroyer ; les quatre torpilles lancées sont défaillantes. Le 15 juin 1944, il torpille un destroyer d'escorte britannique au nord-ouest de La Hague. Remorqué, ce navire coule le lendemain. Pendant l'action, l'U-764 est attaqué et endommagé lors d'une attaque par des obus de mortier sous-marin lancés par le HMS Duckworth (en). Le commandant Von Bremen arrive à Saint-Pierre-Port (Guernesey), à cause d'une erreur de navigation. Il atteint Brest le 23 juin 1944, après dix-huit jours en mer.
Lors de sa cinquième patrouille commencée le 6 août 1944, le sous-marin navigue dans la Manche. Le 20 août 1944, l'U-764 lance trois attaques contre le convoi ETC-72, au sud-est de l'île de Wight. Le 20 août 1944, l'U-764 torpille et coule un cargo à vapeur britannique. Il est ensuite attaqué durant huit heures par des charges de profondeur. Cinq jours plus tard, à l'est-nord-est de Barfleur, il attaque un groupe de péniches de débarquement et coule le HMS LCT-1074. Avec le recul allemand dans l'Ouest France et la capture des bases maritimes du golfe de Gascogne par les Alliés, les U-Boote naviguant en Manche reçoivent l'ordre de rejoindre la Norvège.
Sa sixième patrouille, du 26 décembre 1944 au 4 février 1945, soit 41 jours en mer se déroule dans l'Atlantique. L'U-764 se dirige vers l'ouest des îles Britanniques. Le 1er septembre 1945, il prend le chemin du retour après avoir endommagé son schnorchel par une plongée à 135 mètres. Le 14 janvier 1945, l'U-764 croise le paquebot Île-de-France, manquant l'occasion de l'attaquer.
En mars 1945, le sous-marin fait deux courtes sorties en mer de Norvège.
Pour sa huitième et dernière patrouille, commencée le 26 avril 1945, l'U-764 navigue à l'ouest des îles Britanniques. Il est en mer lorsque la guerre se termine. Le bateau, agissant sur les instructions données par les Alliés, se rend au Loch Eriboll le 14 mai 1945. Deux jours plus tard il arrive à Lisahally en vue de l'opération alliée pour la destruction massive de la flotte d'U-Boote de la Kriegsmarine.
L'U-764 coule le 2 février 1946 par l'artillerie du destroyer polonais ORP Piorun à la position géographique 56° 06′ N, 9° 00′ O.

## Affectations
- 8. Unterseebootsflottille du 6 mai 1943 au 31 octobre 1943 (Période de formation).
- 9. Unterseebootsflottille du 1er novembre 1943 au 30 septembre 1944 (Unité combattante).
- 11. Unterseebootsflottille du 1er octobre 1944 au 8 mai 1945 (Unité combattante).

## Commandement
- Oberleutnant zur See Hanskurt von Bremen du 6 mai 1943 au 14 mai 1945.

## Patrouilles
|       | Commandant                | Départ           | Départ | Arrivée           | Arrivée          | Jours     | Succès  |
| ----- | ------------------------- | ---------------- | ------ | ----------------- | ---------------- | --------- | ------- |
| 1     | Oblt. Hanskurt von Bremen | 26 octobre 1943  | Kiel   | 11 décembre 1943  | Brest            | 47 jours  |         |
| 2     | Oblt. Hanskurt von Bremen | 17 janvier 1944  | Brest  | 15 mars 1944      | Brest            | 59 jours  |         |
| 3     | Oblt. Hanskurt von Bremen | 26 avril 1944    | Brest  | 28 avril 1944     | Brest            | 3 jours   |         |
| L     | Oblt. Hanskurt von Bremen | 18 mai 1944      | Brest  | 28 mai 1944       | Brest            | 11 jours  |         |
| 4     | Oblt. Hanskurt von Bremen | 6 juin 1944      | Brest  | 23 juin 1944      | Brest            | 18 jours  | 1 085   |
| 5     | Oblt. Hanskurt von Bremen | 6 août 1944      | Brest  | 19 septembre 1944 | Bergen           | 45 jours  | 1 249   |
| 6     | Oblt. Hanskurt von Bremen | 26 décembre 1944 | Bergen | 4 février 1945    | Bergen           | 41 jours  |         |
|       | Oblt. Hanskurt von Bremen | 15 mars 1945     | Bergen | 18 mars 1945      | Bergen           | 4 jours   |         |
| 7     | Oblt. Hanskurt von Bremen | 19 mars 1945     | Bergen | 23 mars 1945      | Bergen           | 5 jours   |         |
| 8     | Oblt. Hanskurt von Bremen | 26 avril 1945    | Bergen | 14 mai 1945       | Loch Eriboll, UK | 19 jours  |         |
| Total | Total                     | Total            | Total  | Total             | Total            | 252 jours | 2 334 t |

Note : Oblt. = Oberleutnant zur See

### OpérationsWolfpack
L'U-764 a opéré avec les Wolfpacks (meute de loups) durant sa carrière opérationnelle.
- Eisenhart 3 (9-15 novembre 1943)
- Schill 3 (18-22 novembre 1943)
- Weddigen (22-29 novembre 1943)
- Hinein (26 janvier - 3 février 1944)
- Igel 1 (3-17 février 1944)
- Hai 1 (17-22 février 1944)
- Preussen (22 février - 13 mars 1944)
- Dragoner (21-28 mai 1944)

## Navires coulés
L'U-764 a coulé 1 navire marchand de 638 tonneaux et 2 navires de guerre totalisant 1 696 tonneaux au cours des 8 patrouilles (252 jours en mer) qu'il effectua.
| Date         | Nom                | Nationalité | Tonnage | Convoi | Fait  | Localisation        |
| ------------ | ------------------ | ----------- | ------- | ------ | ----- | ------------------- |
| 15 juin 1944 | HMS Blackwood (en) | Royal Navy  | 1 085   | -      | Coulé | 50° 07′ N, 2° 15′ O |
| 20 août 1944 | Coral              | Royaume-Uni | 638     | ETC-72 | Coulé | 50° 13′ N, 0° 48′ O |
| 25 août 1944 | HMS LCT-1074       | Royal Navy  | 611     | -      | Coulé | 49° 50′ N, 0° 45′ O |